# Ro04-6790
Ro04-6790 je lek koji se koristi u naučnim istraživanjima. On deluje kao potentan i selektivan receptorski antagonist za 5-6 serotoninski receptor, sa malim ili odsustvom afiniteta za druge receptore. Poput drugih lekova ove klase, Ro04-6790 ima nootropne efekte na životinjama, i redukuje amneziju proizvedenu lekovima koji ugrožavaju memoriju, kao što je dizocilpin i skopolamin.